# Erika Vötzsch
Erika Vötzsch (* 1. Mai 1938 in Leipzig als Erika Raue; † 6. Mai 2023) ist eine ehemalige deutsche Speerwerferin.

## Biografie
Erika Vötzsch nahm an den Olympischen Spielen 1956 in Melbourne teil. Im Speerwurf erreichte sie den 10. Rang. Kurz zuvor hatte sie mit einer Weite von 50,75 Metern einen neuen Weltrekord aufgestellt. Ihre Tochter Beate Vötzsch war eine Hochspringerin.